# Ricardo Feierstein
Ricardo Feierstein (Buenos Aires, 18 de agosto de 1942) es un escritor judeoargentino. Comenzó su carrera publicando una serie de libros de cuentos y de poemas. Su estilo fue definido como "una constante búsqueda experimental y una voluntad de uso de la lengua coloquial". En 1965 recibió la Faja de Honor de la Sociedad Argentina de Escritores.

## Obra

### Cuento
- Cuentos con rabia y oficina. Editorial Stilcograf, Buenos Aires, 1965, 104 páginas.Faja de Honor de la Sociedad Argentina de Escritores.
- Cuentos para hombres solos. Instituto Amigos del Libro Argentino, Buenos Aires, 1967, 128 páginas.
- Cuentos con un gris absurdo. Editores Dos, Buenos Aires, 1970, 192 páginas.
- Lucy en un cielo con diamantes. Ediciones Papiro, Buenos Aires, 1972, 112 páginas.
- Bailáte un tango, Ricardo (antología). Centro Editor de América Latina, Colección CAPITULO- Narradores de Hoy No.62, Buenos Aires, 1973, 120 páginas.
- La vida no es sueño. Ediciones de la Flor, Buenos Aires, 1987, 200 páginas.Incluye cuento primera mención Concurso Coca-Cola de Narrativa Joven.
- Homicidios tímidos. Editorial Galerna, Buenos Aires, 1996, 168 páginas.
- Postales imaginarias. Viajes alrededor del mundo antes de Internet. Editorial Milá, Buenos Aires, 2002, 208 páginas.
- Postales Imaginarias/2. Nuevos viajes alrededor del mundo antes de Internet. Acervo Cultural Editores, Buenos Aires, 2003, 280 páginas, con ilustraciones.
- Memoria personal de Buenos Aires. Incluido como segunda parte del libro: Stephen A. Sadow- Ricardo Feierstein: Desde afuera y desde adentro. Dos excursiones por la cultura judeoargentina. Acervo Cultural Editores, Buenos Aires, págs. 91-252, con ilustraciones.
- El caso del concurso literario. Acervo Cultural Editores, Buenos Aires, 2013, 224 páginas.

### Poesía
- La balada del sol. Editorial Índice, Buenos Aires, 1969, 52 páginas.
- Inventadiario. Ediciones Tiempo de Hoy, Buenos Aires, 1972, 40 páginas.
- Letras en equilibrio. Ediciones Árbol de Fuego, Caracas (Venezuela), 1975, 32 páginas.
- We, the generation in the wilderness (Nosotros, la generación del desierto). Antología bilingüe inglés-castellano, traducción de Stephen Sadow y Jim Kates. Ford-Brown Edits., Boston (U.S.A.), 1989, 70 páginas.
- Las Edades/ The Ages. Antología temática. Edición bilingüe castellano-inglés, traducción de Stephen Sadow y J. Kates. Coedición de Write Decision Press, U.S.A. y Milá, Buenos Aires, 2005, 240 páginas.

### Novela
- El caramelo descompuesto. Ediciones Nueva Presencia, Buenos Aires, 1979, 296 páginas.
- Entre la izquierda y la pared. Editorial Pardes, Buenos Aires, 1983, 192 páginas.
- Escala uno en cincuenta. Editorial Pardés, Buenos Aires, 1984, 224 páginas.
- Sinfonía Inocente (reedición, en un tomo encuadernado, de la trilogía de novelas anteriores, con un prólogo del profesor Andrés Avellaneda). Editorial Pardés, Buenos  Aires, 1984, 728 páginas. Tercer Premio Municipal de Literatura.
- Mestizo. Primera edición: Editorial Milá, Buenos Aires, 1988, 336 páginas. Segunda edición: Editorial Planeta, Buenos Aires, 1994, 362 páginas. Premio Internacional Fernando Jeno, de México.
- Mestizo. A novel. Edición en inglés de la novela Mestizo. Traducción de Stephen A. Sadow. Prólogo de Ilan Stavans. University of New Mexico Press- Jewish Latin America Series. USA, 2000, 336 páginas.
- La logia del umbral. Editorial Galerna, Buenos Aires, 2001, 318 páginas.
- Consorcio Utopía. Editorial Galerna, Buenos Aires, 2007, 312 páginas.
- Cuaderno de un psicoanalista. Ediciones B, Buenos Aires, 2010, 304 páginas.
- Mestizo. Der Veg des David Schnaiderman. Edición en alemán de la novela Mestizo. Traducción de Reiner Kornberger. Donat Verlag, Alemania, 2010, 218 páginas.
- Las novias perdidas. Editorial Galerna, Buenos Aires, 2011, 185 páginas.

### Ensayo
- Judaísmo 2000. Lugar Editorial, Buenos Aires, 1988, 144  páginas.
- Historia de los judíos argentinos. Editorial Planeta, Buenos Aires, 1993, 424 páginas con ilustraciones (primera edición). Editorial Ameghino, Buenos Aires, 1999, 448 páginas con ilustraciones (segunda edición aumentada, con prólogo de Marcos Aguinis). Editorial Galerna, Buenos Aires, 2006, 464 páginas con ilustraciones (tercera edición aumentada, incluye otro prólogo de Héctor Schmucler).
- Contraexilio y mestizaje- Ser judío en la Argentina.  Editorial Milá, Buenos Aires, 1996, 276 páginas.
- Vida cotidiana de los judíos argentinos. Del gueto al country. Editorial Sudamericana, Buenos Aires, 2007, 480 páginas con 165 ilustraciones.
- Póker y ajedrez. La comunidad judía desde sus libros (1979-2016). Acervo Cultural, Buenos Aires, 2016, 348 páginas.

### Humor
- El pequeño Kleinmentch ilustrado. Ediciones Nueva Presencia, Buenos Aires, 1980, 72 páginas con textos e historietas.